# Piccolo intervento a vivo
Piccolo intervento a vivo è il primo album dei Tre Allegri Ragazzi Morti, uscito nel 1997, contenente cinque brani inediti registrati in studio, una cover dei CCCP Fedeli alla linea e dieci brani live tratti dai precedenti singoli e demo.

## Tracce
1. Quindiciannigià (live)
2. Fortunello (live)
3. Batteri (live)
4. Come mi vuoi (live)
5. Una terapia
6. La qualità
7. Si parte (live)
8. Hollywood come Roma (live)
9. Alice in città (live)
10. Per me lo so (cover dei CCCP Fedeli alla linea)
11. Mondo naif (live)
12. Rock & roll dell'idiota (live)
13. Comica (live)
14. Guerra civile
15. Vesto all'occidentale
16. Dinamite

## Formazione
- Davide Toffolo – voce, chitarra
- Enrico Molteni – basso
- Luca Masseroni – batteria